# Ce répondeur ne prend pas de messages
Pour plus de détails, voir Fiche technique et Distribution.
Ce répondeur ne prend pas de messages est un film français réalisé par Alain Cavalier, sorti en 1979.

## Synopsis
Un homme dans son appartement dépouillé, la tête enveloppée de bandelettes, se remémore des instants de son passé.

## Fiche technique
- Titre français : Ce répondeur ne prend pas de messages
- Réalisation : Alain Cavalier
- Production : Xavier Saint-Macary
- Image : Jean-François Robin
- Son : Alain Lachassagne
- Pays d'origine : France
- Format : Couleurs - 16 mm - Mono
- Genre : drame
- Durée : 77 minutes
- Date de sortie : 1979

## Distribution
- Alain Cavalier : l'homme

## Réception
Pour Jean de Baroncelli dans Le Monde en 1979 : « Ce film est un cauchemar. Cauchemar dont tout donne à croire qu'il a personnellement été vécu par l'auteur. Ces images sont comme des phrases griffonnées sur les feuilles d'un journal intime. On pense à Dostoïevski, à Pavese. Du " cinéma-vérité " à la première personne. La violence et le dépouillement d'un cri de détresse, d'un appel au secours. Aucun intermédiaire entre l'émotion brute et son expression cinématographique ».